# Triakis
Genre
Triakis est un genre de requins de la famille des Triakidae.

## Liste des espèces
Selon FishBase (1 février 2016) et World Register of Marine Species (1 février 2016) :
- Triakis acutipinna Kato, 1968 - Virli de l'Équateur
- Triakis maculata Kner et Steindachner, 1867 - Virli tacheté
- Triakis megalopterus (Smith, 1839) - Virli dentu
- Triakis scyllium Müller et Henle, 1839 - Virli coro
- Triakis semifasciata Girard, 1855 - Virli léopard

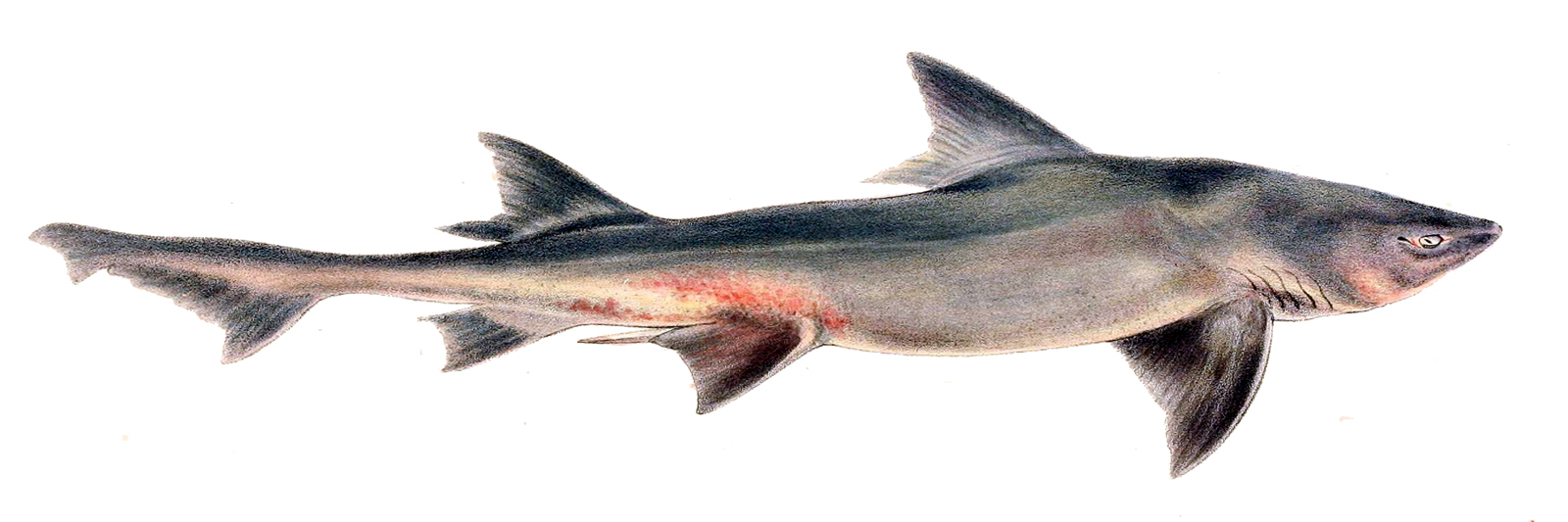
Triakis megalopterus
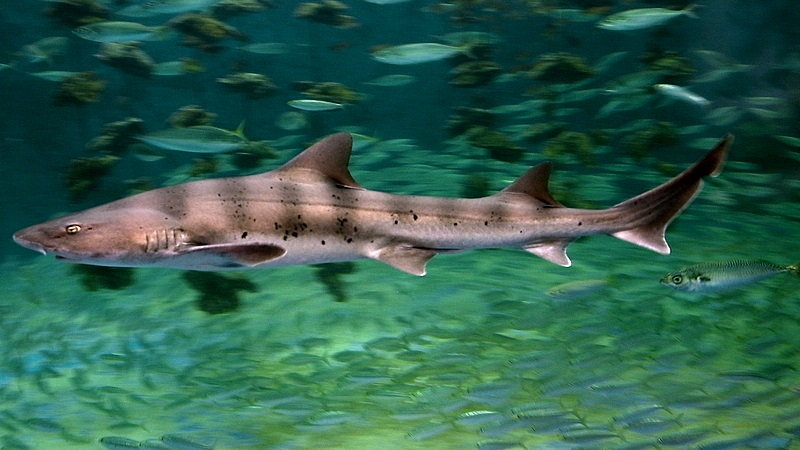
Triakis scyllium himeji
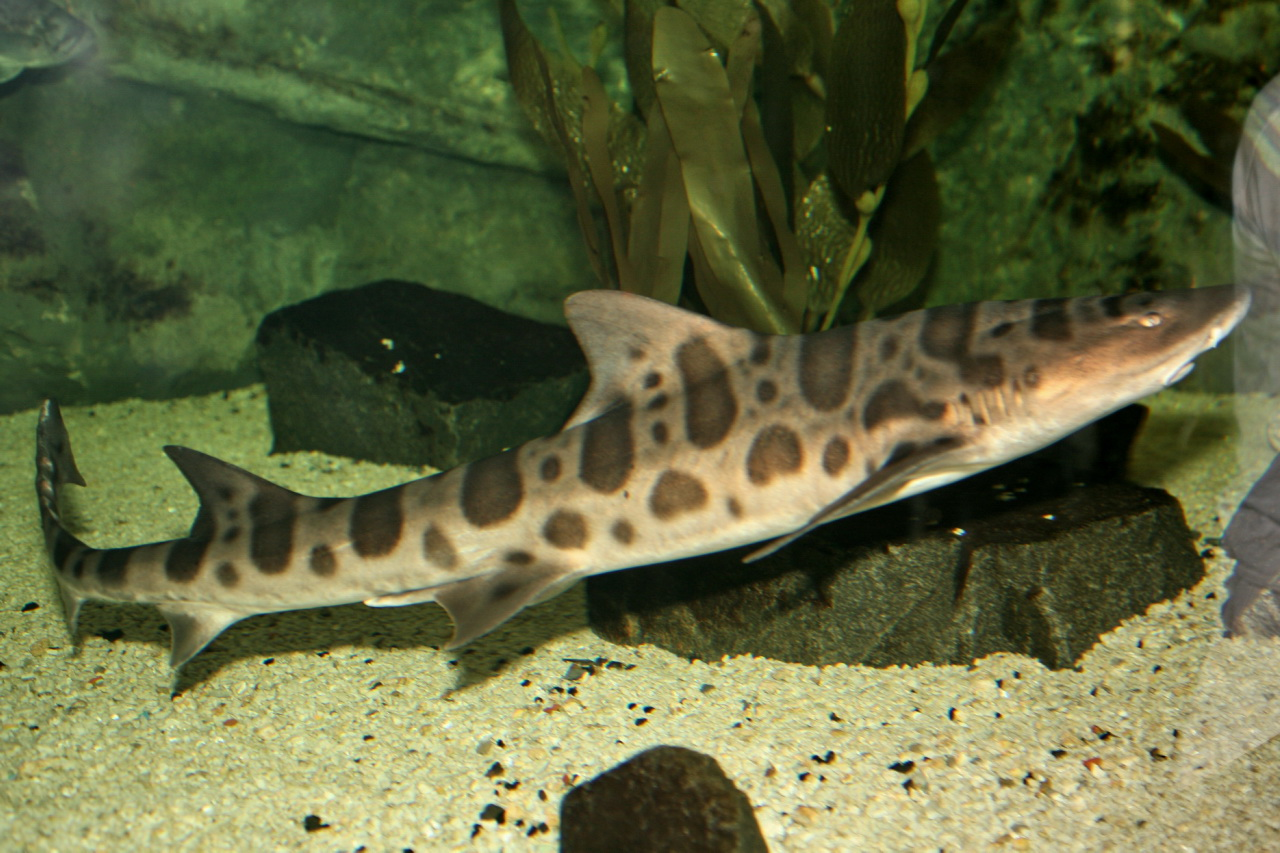
Triakis semifasciata